# Алдиярово
Алдиярово (мар. Алдияр) — деревня в Сернурском районе Республики Марий Эл России. Входит в состав Чендемеровского сельского поселения.

## География
Деревня находится в северо-восточной части республики, в зоне хвойно-широколиственных лесов, к югу от автодороги 88К-019, на расстоянии примерно 7 километров (по прямой) к западу-юго-западу от посёлка городского типа Сернур, административного центра района. Абсолютная высота — 205 метров над уровнем моря.

### Климат
Климат характеризуется как умеренно континентальный, с умеренно холодной снежной зимой и относительно тёплым летом. Среднегодовая температура воздуха — 2,3 °С. Средняя температура воздуха самого тёплого месяца (июля) — 18,2 °C (абсолютный максимум — 38 °C); самого холодного (января) — −13,7 °C (абсолютный минимум — −47 °C). Безморозный период длится 4 месяца с середины мая до середины сентября. Среднегодовое количество атмосферных осадков составляет 491 мм, из которых около 352 мм выпадает в период с апреля по октябрь.

### Часовой пояс
Деревня Алдиярово, как и вся Марий Эл, находится в часовой зоне МСК (московское время). Смещение применяемого времени относительно UTC составляет +3:00.

## Население
| 2002 | 2010 |
| ---- | ---- |
| 40   | ↘33  |

### Национальный состав
Согласно результатам переписи 2002 года, в национальной структуре населения марийцы составляли 97 %.

## Известные уроженцы
Шабалин, Николай Дмитриевич (1906—1998) —  марийский советский партийный деятель. Член ВКП(б) с 1930 года, первый секретарь Пектубаевского (1939—1941), Оршанского (1946—1951) и Моркинского (1952—1958) районных комитетов ВКП(б) / КПСС Марийской АССР. Участник Великой Отечественной войны.